# محمدو كيري
محمدو كيري (بالفرنسية: Mahamoudou Kéré)‏ (مواليد 2 يناير 1982 في واغادوغو) لاعب كرة قدم بوركينابي دولي يجيد اللعب في خط الدفاع . يلعب لصالح نادي كونياسبور التركي منذ 2010 .

## روابط خارجية
- محمدو كيري على موقع الاتحاد الدولي (مؤرشف)  (الإنجليزية)
- محمدو كيري على موقع اتحاد تركيا (لاعب) (الإنجليزية)
- محمدو كيري على موقع قاعدة بيانات كرة القدم.إي يو (الإنجليزية)
- محمدو كيري على موقع ناشيونال فوتبول تيمز (الإنجليزية)
- محمدو كيري على موقع Soccerway.com (الإنجليزية)
- محمدو كيري على موقع عالم كرة القدم.نت (الإنجليزية)
- محمدو كيري على موقع AS.com (الإسبانية)